# 朱忠亮
朱 忠亮（しゅ ちゅうりょう、生年不詳 - 813年）は、唐代の軍人。もとの名は士明。字は仁輔。本貫は汴州浚儀県。

## 経歴
明経を受験して及第せず、昭義軍節度使の薛嵩に仕えて裨将となった。大暦年間、普潤県に駐屯し、屯田をつかさどった。功績により太子賓客に抜擢された。
建中4年（783年）、朱泚の乱が起こると、士明は麾下40騎を率いて奉天に駆けつけた。徳宗に称賛され、東陽郡王に封じられ、奉天定難功臣となった。興元元年（784年）、徳宗が梁州に避難すると、士明は朱泚の騎兵に捕らえられ、長安に拘禁された。朱泚の乱が鎮圧されると、士明は李晟によって釈放され、渾瑊の推薦を受けて、定平鎮都虞候となった。鎮使の李朝寀が死去すると、士明は代わって鎮使となった。永貞元年（805年）、憲宗が即位すると、士明は御史大夫を加えられた。臨涇城を築いた功労により、検校工部尚書・涇原四鎮節度使を加えられ、忠亮の名を賜った。
涇州の旧俗では子を売ることが多く、忠亮が俸銭でその身柄を買い取ってその親元に帰した者が200人ほどあった。潘原城を築いた功労により丹陽郡王に改封された。元和8年（813年）、死去した。尚書右僕射の位を追贈された。諡は霊といった。

## 伝記資料
- 『旧唐書』巻151 列伝第101
- 『新唐書』巻170 列伝第95